# 羅伯特·拉姆
羅伯特·馬修·拉姆（英語：Robert Matthew Love，1981年9月25日—），生於美國佛羅里達州，為著名自由軟體程式開發者、作家，現職為google軟體工程師。現居於波士頓。
他是linux核心的主要開發者之一，主要負責程式排程、先佔式核心、虛擬記憶體子系統、核心事件層。他也加入了GNOME計劃。目前他在google，主要負責Android系統的開發。

## 生平
他畢業於佛羅里達大學，同時取得數學文學士與電腦科學理學士雙學位。在大學時，他受雇於MontaVista，進行linux核心開發工作。

## 著作
- Linux Kernel Development 3rd Edition (2010)
- Linux System Programming: Talking Directly to the Kernel and C Library 2nd Edition (2013)
- Linux in a Nutshell: A Desktop Quick Reference 6th Edition (2009)

## 在台灣的出版
- Robert Love 著、蔣大偉 譯，《精通 Linux 核心開發－設計與實作 Linux 核心的權威指南, 3/e》，台北市：碁峰資訊，2011年。
- 蔣大偉 譯，《Linux 系統程式設計, 2/e》，台北市：歐萊禮，2013年。

## 外部連結
- 羅伯特·拉姆個人首頁
- 羅伯特·拉姆部落格
- 羅伯特·拉姆美食部落格